# Oestrus ovis

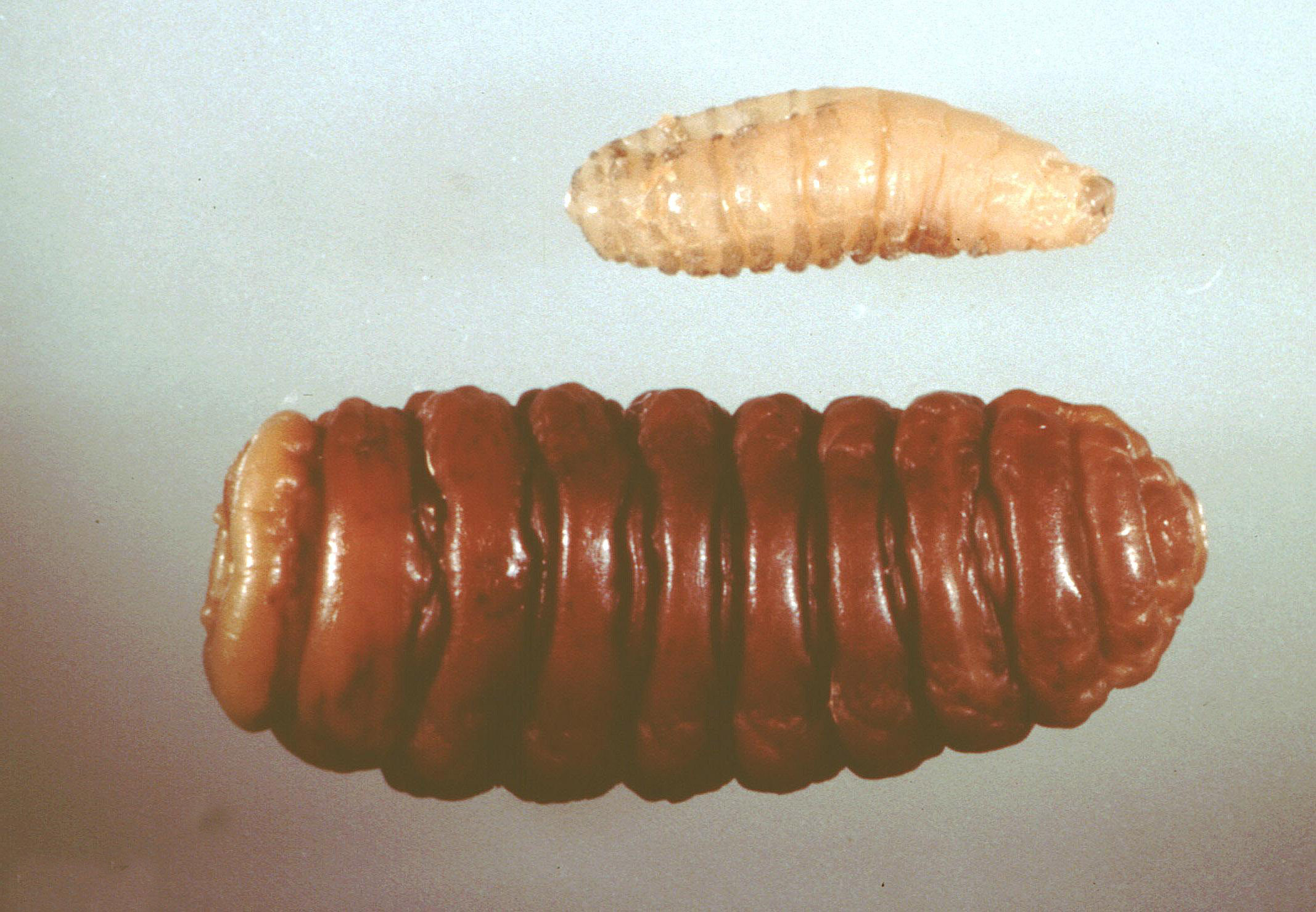
Larvas de diferentes estadios

El gusano de la nariz (Oestrus ovis) es una especie de díptero de la familia Oestridae, cuyas larvas causan la miasis conocida con el nombre de oestrosis ovina, enfermedad también llamada rinitis-sinusutis parasitaria. En ocasiones, según los síntomas y la evolución de la enfermedad, se llama también falso torneo o falsa locura de los lanares. Ataca preferentemente lanares (ovinos), se han visto casos en cabras y en humanos.

## Distribución
Ampliamente distribuida en el mundo. En Uruguay la mayoría de los ovinos sufren infestaciones repetidas durante todo el año.

## Descripción
La mosca adulta mide aproximadamente 12 mm de largo, tiene cabeza grande, ojos grandes y salientes, separados y de color marrón claro, no tiene aparato bucal. Es de color marrón similar a las abejas, con patas amarillentas y con pequeños puntos más oscuros sobre todo en el tórax y manchas algo más oscuras en el abdomen. El abdomen tiene numerosas de cerdas.

## Ciclo de vida
La mosca adulta no es muy activa, vive de 2 a 10 días, pero tiene un vuelo rápido cuando se acerca a los ovinos para depositar sus larvas. Es ovovípara. 
Carece de piezas bucales y no se alimenta. Después de la fecundación de los huevos salen larvas sobre las moscas, que se acerca a los ovinos para depositarlas alrededor de las narinas. Las larvas se trasladan al interior de las fosas nasales donde comienzan su desarrollo. Las moscas atacan en las horas de mayor calor.
Las larvas recién puestas (larvas de primer estadio) miden cerca de 1 mm de largo, son muy blancas y tienen un par de ganchos negros en su extremidad anterior.
La mayoría de las larvas se encuentran sobre la mucosa migrando progresivamente hacia las zonas superiores llegando a senos frontales y maxilares, pueden atravesar las paredes de estos y alcanzar la masa encefálica. Tras penetrar, la larva va evolucionando por distintos estadios (larva de segundo y tercer estadio). Durante su evolución se nutren del mucus y exudado de las cavidades nasales.
La duración de la evolución larvaria en el huésped es de varias semanas a varios meses, según la época del año.
Cuando las larvas maduran reptan al exterior para ser eliminadas, en ocasiones de estornudos, en el medio ambiente; luego bajo piedras, pasto o tierra, endurecen la capa externa de su cuerpo que toma color marrón oscuro a negro, la larva se transforma en pupa en unos 2 o 3 días. Las pupas evolucionan a moscas adultas en unas 3 a 8 semanas, quedan libres con temperaturas de 16 °C.

## Patología
Si hay gran cantidad de larvas trasladándose, el animal presenta signos y síntomas de rinitis y sinusitis, depresión del sensorio, anorexia, dificultad para respirar, descarga de mucosidad o exudado de color amarillo a marrón por las narinas, con una irritación que lleva a estornudar con frecuencia y a sacudir la cabeza; puede haber castañeteo de dientes y posiciones anómalas de la cabeza.
Los síntomas no permiten que los animales se alimenten, de manera que los juveniles retrasan su crecimiento. Si las larvas llegan a la masa encefálica, los síntomas y lesiones son más serios, presentando signos neurológicos.

## Diagnóstico
Se realiza sobre la base de la sintomatología presente. Haciendo un diagnóstico por observación directa del parásito como los adultos y las larvas.
Si el animal muere se puede realizar necropsia comprobando las lesiones de la enfermedad: lesión de tejidos, presencia de larvas en la cavidad nasal y senos paranasales.

## Tratamiento
La vida libre de esta especie es muy corta. El tratamiento se debe orientar a la vida adulta que se da en los meses calurosos y a las larvas. Teniendo en cuenta estos dos conceptos, se puede determinar que la mejor época para aplicar tratamientos preventivos es a la salida del verano.
Se realiza por distintos fármacos: closantel 7,5%, rafoxanide, doramectina 1%. Los tratamientos preventivos están indicados desde el principio del verano hasta fines de otoño.

## Prevención
Se aplica algunos de los fármacos mencionados a la salida del verano para disminuir la prevalencia de la enfermedad